# Diocesi di Elenopoli di Palestina
La diocesi di Elenopoli di Palestina (in latino Dioecesis Helenopolitana in Palaestina) è una sede soppressa del patriarcato di Gerusalemme e una sede titolare della Chiesa cattolica.

## Storia
Elenopoli di Palestina è un'antica sede vescovile della provincia romana della Palestina Seconda nella diocesi civile d'Oriente. Faceva parte del patriarcato di Gerusalemme ed era suffraganea dell'arcidiocesi di Scitopoli.
Il sito di Elenopoli di Palestina non è stato ancora determinato con certezza. Una tradizione agiografica attesta che sant'Elena, madre dell'imperatore Costantino, fece un pellegrinaggio in Galilea e visitò Nazareth, il monte Tabor e Cana, e in ognuno di questi tre luoghi fece edificare delle basiliche. Elenopoli potrebbe corrispondere ad uno di questi tre luoghi evangelici. Ernest Honigmann propone di identificarla con le rovine di Cana a Hirbet Kana. Altri autori pensano a Nazareth, benché questa ipotesi non abbia avuto molto successo.
Due tra i maggiori archeologici della Terra santa, Félix-Marie Abel e Bellarmino Bagatti, pensano invece di identificare l'antica Elenopoli con il monte Tabor, anche se pongono la sede in due località diverse: Abel ritiene che Elenopoli sia da individuare in Daburiyya, sulle pendici occidentali del monte, mentre Bagatti nel villaggio di Kfar Kama, a nord-est rispetto alla cima del monte.
Le fonti documentano l'esistenza di 4 vescovi del monte Tabor. Prestuto sottoscrisse nel 518 la lettera sinodale del patriarca Giovanni III di Gerusalemme contro Severo di Antiochia. Nel sito di Kafr Kama è stata scoperta un'iscrizione, datata alla prima metà del VI secolo, con la quale si ricordava la dedicazione di una basilica; in questa iscrizione si fa menzione del vescovo Eufrasio. Teofane, vescovo del monte Tabor, è attestato nell'888. Infine Giovanni arcivescovo del Tabor è attestato da un sigillo datato al XII secolo.
Invece è noto un solo vescovo con il titolo di Elenopoli, Procopio, che prese parte al concilio di Gerusalemme del 536 convocato dal patriarca Pietro contro Antimo di Costantinopoli e che vide riuniti assieme i vescovi delle Tre Palestine.
Dal 1921 Elenopoli di Palestina è annoverata tra le sedi vescovili titolari della Chiesa cattolica; la sede è vacante dal 30 maggio 1990.

## Cronotassi

### Vescovi greci
- Procopio † (menzionato nel 536)

### Vescovi titolari di Elenopoli di Siria
La serie dei vescovi titolari di Elenopoli di Siria è riportata nel secondo volume della Hierarchia catholica di Konrad Eubel, ampliata e corretta da Daniel Stiernon nel Dictionnaire d'Histoire et de Géographie ecclésiastiques.
- Pietro † (? deceduto)
- Nicola di Pavia † (4 dicembre 1444 - 1445)
- Paolo di San Genesio † (1455 - dopo settembre 1491)
- Pierre Cheminot, O.F.M. † (10 dicembre 1456 - dopo il 1474)
- Giovanni Rosa † (6 luglio 1484 - 16 settembre 1485 nominato vescovo di Rimini)
- Giovanni † (prima del 24 aprile 1489 - ?)
- Etienne de Longwy † (24 aprile 1510 - circa 1511 deceduto)

### Vescovi titolari di Elenopoli di Palestina
- Roberto Vicentini † (19 maggio 1921 - 14 dicembre 1925 nominato patriarca titolare di Antiochia)
- János Mikes † (21 novembre 1936 - 5 agosto 1939 nominato arcivescovo titolare di Selimbria)
- Emanuele Trindade Salgueiro † (23 novembre 1940 - 14 marzo 1949 nominato arcivescovo titolare di Mitilene)
- Louis-Jean-Frédéric Guyot † (18 marzo 1949 - 8 aprile 1950 succeduto vescovo di Coutances)
- Matthias Wehr † (3 agosto 1951 - 20 dicembre 1951 succeduto vescovo di Treviri)
- John Francis Hackett † (10 dicembre 1952 - 30 maggio 1990 deceduto)